# 揚斯敦 (密蘇里州)
揚斯敦（英語：Youngstown）是位於美國密蘇里州亞代爾縣的非建制地區。

## 歷史
揚斯敦的郵局於1903年設立，其後於1942年停運。

## 地理
揚斯敦所處的海拔為高於海平面258米（即846英呎），而該地所採用的時區為UTC-6，即北美中部時區（CST）。同時該地設有夏令時間，為UTC-6調快一小時，即UTC-5（CDT）。